# Mahmoud Ghania
Mahmoud Ghania (arabisch محمود غينيا, DMG Maḥmūd Ġayniyā, selten auch ﯕنيا oder کانية; weitere gebräuchliche Umschriften des Nachnamens sind  Guinia, Guinea oder Gania; * 1951 in Essaouira; † 2. August 2015) war ein marokkanischer Gnawa-Musiker (Gesang, Gimbri), der den traditionellen Titel Maâllem (Meister) führte.

## Leben
Ghania gehörte zu einer Musikerfamilie, die eine wichtige Rolle in der Fortentwicklung der marokkanischen Gnawamusik spielte, die zunächst die Ritualmusik des Derdeba war; sein 2013 verstorbener Bruder Abdallah Guinéa führte gleichfalls den Titel Maâllem. Sein Großvater stammte aus Mali und brachte von dort als Sklave diese Musik mit.
Mit zwölf Jahren begann er, die Gimbri zu lernen. Er trat zunächst mit Mitgliedern seiner Familie auf und popularisierte das Genre in Marokko. Später brachte er dann die Musik auch in Crossover-Kontexte ein und trat auf Festivals in Frankreich, Japan, Italien, Österreich und den USA mit Musikern wie Carlos Santana, Adam Rudolph, Will Calhoun, Aly Keïta, Peter Brötzmann und Hamid Drake auf.
Ghania starb nach längerer Krankheit.

## Werke
Ghania ist auf zahlreichen Aufnahmen zu hören, zunächst auf solchen des marokkanischen Labels Fikriphone, dann von Tichkaphone; diese wurden auf dem europäischen Markt von Sonodisc vertrieben. Auch wurden seine Tonträger von La Voix El Maarif veröffentlicht.
1994 nahm ihn Bill Laswell gemeinsam mit dem amerikanischen Saxophonisten Pharoah Sanders auf; das resultierende Album The Trance of Seven Colors wurde von der Kritik besonders herausgestellt und gewann den Kritikerpoll des Down Beat. 2015 folgten Aufnahmen mit Karim Ziad, mit dem er auch im Mai 2015 auf dem Festival von Essaouira auftrat.

## Diskographische Hinweise
- Maleem Mahmoud Ghania feat. Pharoah Sanders The Trance of Seven Colors (Axiom 1994)
- Peter Brötzmann, Maleem Mahmoud Ghania & Hamid Drake The Wels Concert (Okka 1997)[1]
- Mahmoud Gania Gnawa Essaouira (1999)
- Maalem Mahmoud Guinia / Tata Güines / Django Mango Shaman of the Sahara: Moroccan Trance Singing and Indo-Afro-Cuban Drums (2001, mit Ismet Ruchimat Kantele, Agus Supriawan, Dodong)
- Maalem Mahmoud Guinia / Floating Points / James Holden Marhaba (2015)